# Volga-Sport-Arena
Volga-Sport-Arena är en bandyhall i Uljanovsk, Ryssland. Den används av bandylaget HK Volga Uljanovsk. Arenan, vars publikkapacitet är 5 000 åskådare, användes under världsmästerskapet i bandy för herrar 2016.